# Adiós, palomas
Adiós, palomas (en ruso: Проща́йте, го́луби, romanizado: Proshchayte, golubi) es una película de melodrama soviética de 1960, dirigida por Yakov Segel, protagonizada por Svetlana Savelova, Alekséi Loktev y Valentina Telegina en los papeles principales y producida por los estudios cinematográficos Yalta Film Studio. La película fue muy bien recibida en Occidente donde ganó reconocimiento en dos festivales de cine internacionales: el Festival Internacional de Cine de Locarno en Suiza (1961) y Festival Internacional de Cine de Melbourne en Australia (1962). De hecho, con los resultados del Festival de Cine de Locarno (1961) la película Adiós, palomas obtuvo el premio FIPRESCI de la Federación Internacional de la Prensa Cinematográfica.

## Sinopsis
Genka Sajnenko (Alekséi Loktev) estudia en la escuela y trabaja. Pero él, ya prácticamente un adulto e independiente, tiene un secreto: después del trabajo, se sube al palomar. Ha tenido pasión por las palomas desde la infancia. Genka está satisfecho con el trabajo (incluso burlará a su colega, el maestro Maxim Petrovich, a quien le encanta tomar de los inquilinos para trabajar), pero un día, después de haberse lesionado la mano, terminó en el hospital, donde se hace amigo de la joven y atractiva enfermera Tania (Svetlana Savelova). Sin embargo, después de un tiempo, con el bono del Komsomol, Genka tiene que irse a trabajar a otra ciudad por lo que decide dejarle sus palomas al cuidado de Petyka (Volodya Dibrov) un niño de primer grado.

## Reparto
- Alekséi Loktev como Gena Sakhchenko
- Svetlana Savelova como Tania Bulatova
- Valentina Telegina como María Yefimovna
- Serguéi Plotnikov como Maksim Petrovich
- Yevgeni Anufriyev como Yevgeniy Anufriyev
- Valentín Bryleev como comprador de una motocicleta
- Volodya Dibrov como Petyka
- Leonid Gallis como Konstantin Bulatov
- Galina Ignatyeva
- Evgeniy Kovalenko como Semión
- Saveliy Kramarov como Vaska
- Antonina Maksimova
- Iván Markevich como amante de la cerveza
- Olga Narovchatova como Olga Narovchatova
- Anna Nikolayeva como Olga Bulatova
- Praskovia Postnikova como Anna
- Vera Predayevich como guía

## Producción
La filmación de la película se realizó íntegramente en Kiev, principalmente en la calle Jreshchatyk y en la plaza Maidan Nezalezhnosti (entonces Plaza de la Revolución de Octubre), en el área de los nuevos edificios Pervomaiskiye a lo largo de la calle Aviation, el bulevar Lenin (incluida la plaza de los cosmonautas), y la calle Umanskaya.
A la hora de elegir el personaje principal de la enfermera Tania Bulatova, el director Yakov Segel. Se imaginó al personaje principal de la enfermera Tania, con tanta claridad que, después de haber examinado un número incontable de candidatas para este papel, no encontró lo que estaba buscando. Como resultado, el equipo de filmación incluso comenzó a trabajar en algunas escenas de la película sin una protagonista femenina. El director inconsolable se fue de Kiev, donde estaba teniendo lugar el rodaje, a Sebastopol. Con migraña, fue a una farmacia y allí vio a su futura estrella detrás del mostrador, exactamente el personaje que tenía en menteː esa ingenuidad en sus ojos, exactamente esos rizos rubios. Segel no tuvo dudas de que Svetlana Savyolova era la candidata perfecta para interpretar el papel.